# Al-Manszúr Ládzsín egyiptomi szultán
Al-Manszúr Ládzsín vagy Lácsín, trónra lépése előtt Huszám ad-Dín Ládzsín al-Manszúri (? – Egyiptom, Kairó, 1299. január 15./16.) az egyiptomi türk (elterjedt, de pontatlan elnevezéssel bahri) mamlúkok tizenegyedik szultánja volt (uralkodott 1296 novemberétől haláláig). Teljes titulusa al-Malik al-Manszúr („az [Isten által] megsegített király”).

## Útja a trónig
A türk Ládzsín az 1257–1259 között uralkodó, ifjú al-Manszúr Ali idején került Kairóba rabszolgaként. Ali halála után a magas rangokat elérő Kaláún al-Alfi vásárolta meg, aki 1279 novemberében al-Manszúr uralkodói névvel elfoglalta a trónt. Az új szultán 1280 áprilisában a damaszkuszi fellegvár parancsnokává nevezte ki Ládzsínt, mire a hatalmát féltő tartományi kormányzó, Szunkur al-Askar fellázadt. Júniusi leverését követően Ládzsín örökölte meg tőle Dél-Szíria helytartóságát. Hivatalát sikeresen megőrizte az uralkodó 1290-ben bekövetkezett haláláig, ám az új szultán, al-Asraf Halíl bizalmatlan volt vele szemben túlzott befolyása miatt. Ezért az utolsó keresztes kikötő, Akkon 1291-es ostroma során a harcban részt vevő Ládzsínt letartóztatták és Szafad várában börtönözték be. Ezután visszatért az uralkodói kegyekbe, de 1292 szeptemberében az újabb fogságtól félve megszökött Kairóból, ám beduinok fogságába esett, akik kiszolgáltatták Halílnak. Ládzsín idővel ismét kiszabadult, és összeesküvést szőtt a szultán ellen Bajdara l-Manszúri alkirállyal, aki 1293 decemberében meg is ölte a szultánt. Bitorlási kísérlete azonban kudarcot vallott, Halíl katonái pedig megölték. 
Ládzsín elrejtőzött, és a kiskorú an-Nászir Muhammad mellett alkirályi méltóságot viselő Kitbuga védelmébe vonult. Kitbuga számára Ládzsín rejtegetése biztosította a lehetőséget, hogy leszámoljon legfőbb riválisával, Szandzsar as-Sudzsáival. Végül 1294. augusztus 25-én a gyermekszultán elé vitte Ládzsínt, aki ünnepélyesen megbocsátott neki bátyja megölésében való részvételéért. Kitbuga Ládzsín ösztönzésére még az év decemberében letette Muhammadot, és maga lépett trónra, míg Ládzsínt alkirállyá léptette elő.

## Uralkodása
Ládzsín 1296-ban a mongolok szíriai betelepítése miatt pozícióikat féltő mamlúkok összeesküvésének élére állt. Novemberben megtámadták a damaszkuszi és homszi látogatásáról hazatérő Kitbugát, de ő sikeresen elmenekült, és Hamá kormányzójává nevezték ki, amely posztot 1303-as haláláig töltött be. Ládzsín szultánsága tehát egy bitorló trónjának elbitorlását jelentette. Uralma kezdettől fogva bizonytalan alapokon nyugodott, mivel a többi mamlúk előkelőség legszívesebben afféle primus inter pares pozíciót hagyott volna neki – a hűségesküt is annak fejében tették le neki, hogy megígérte: nem fogja saját embereivel lecserélni a veterán mamlúkokat. 
Az új szultán kezdetben összeesküvő társainak juttatta a legmagasabb állami pozíciókat, ám idővel megváltozott a helyzet. 1297 szeptemberében leváltotta hajdani bajtársát, Karászunkur al-Manszúri alkirályt, és a helyére saját mamlúkját, Mengütemirt állította. Több befolyásos mamlúkot száműzött; a biztonság kedvéért még a trónjától megfosztott Muhammad herceget is a jordániai al-Karakba telepítette, nehogy szervezkedés induljon a nevében. Mengütemir önkényeskedései rövidesen kiváltották a többi potentát féltékenységét és haragját, különösen, hogy a szultáni kormányzat pénzügyi tekintetben is megszorításokat vezetett be a terhükre. Az addig érvényben levő, még Szaladin idején létrehozott szabályozás (ar-rauk asz-szaláhi), mely a javadalombirtokok (iktá) jövedelmeinek egyhatodát a kincstárnak, öt tizenkettedét a birtokosnak, maradék öt tizenkettedét pedig a szultáni testőrség (halka) fenntartására juttatta, már mintegy fél évszázada értelmét vesztette, mivel a halkát asz-Szálih Ajjúb korában mamlúkok váltották fel. Az 1298 februárjától áprilisig végrehajtott birtok- és jövedelemösszeírás (rauk) alapján az emírek és halka együttes részesedését mindössze tizenegy huszonnegyedre csökkentették, a fennmaradó kilencet pedig egy új testőrgárda felállítására fordították. 
Az előkelőségek jövedelmeinek ilyen mértékű csökkentése rövidesen összeesküvéshez vezetett, melynek fő résztvevői az új gárda parancsnoka, Kurdzsi, a feltehetően szintén Halíl al-Asraf környezetéhez tartozó Tugdzsi, illetve az idősebb Szalár és Bajbarsz al-Dzsásnikír volt. Miután a szultán és minisztere értesült a konspirációról, a mamlúkok sürgősen lecsaptak: 1299. január 15-én az esti imára készülő uralkodót, majd röviddel később gyűlölt alkirályát gyilkolták meg. A kitörő zűrzavarban Kurdzsi és Tugdzsi egyaránt életét vesztette, így a hatalom Szalár és Bajbarsz kezébe került, akik jobbnak látták egy báburalkodó trónra tételét, ezért visszahívták an-Nászir Muhammadot Karakból, és 1299 februárjában ismét trónra tették. Ő később megpróbált önállósodni, mire Bajbarsz átvette a trónját, de végül Muhammad stabilizálta hatalmát, aki stabil helyzeténél fogva újabb raukot tudott bevezetni.